# آلپ ار تونقا
آلپ اَر تونقا (Alp Er Tunqa یا Alp Er Tonğa) (آلپ در زبان ترکی به معنی شجاع قهرمان یا فاتح اَر به معنی مذکر یا مرد
آلپ آر تونقا قهرمان اسطوره‌ای ترک است که نخستین بار از او در دیوان لغات الترک اثر محمود کاشغری یاد شده‌است. همچنین از وی در کتاب قوتادغو بیلیگ اثر یوسف خاص حاجب بلاساغونی و همچنین در نسخه خطی کتاب دده قورقود واتیکان توسط نویسنده ناشناس مربوط به قرن ۱۵ میلادی یاد شده‌است.
در ادبیات ترکی او را همان شخصیت افراسیاب در شاهنامه حماسی ایرانی می‌دانند. گاهی از او به عنوان خان ساکا (سکا) یاد می‌شود.
دودمان آل افراسیاب که از ۸۴۰ م تا ۱۲۱۱ م میلادی بر بخش‌هایی از آسیای میانه حکومت می‌کردند آلپ آر تونقا را جد خود می‌دانستند.
شعری به زبان ترکی میانه در وصف مرگ آلپ ار تونقا:
آلپ ار تونقا اولدو مو؟
آیا آلپ ار تونقا مرده‌است؟
ایسیز آجون کالدی مو؟
آیا دنیای بیچاره بدون رهبر باقی ماند؟
ادلک اوچین آلدی مو؟
آیا زمانه انقامش را گرفت؟
آمدی یورک ییرتیلیر
اکنون قلب خون می‌شود
اودلک ییراق کوزتدی
سلاح او مدافع سرنوشتش بود
اوقری توزاک اوزادتی
بر قدرت ذاتش، قدرتی دیگر افزوده بود
بیگلر بیگین آزیدتی
بیگلر بیگی (بزرگ بزرگان یا شاه شاهان) را به بیراهه کشاند (کنایه از کشت و کشتار)
قاچان کالی قورتولور
چگونه می‌توانست (در میانه میدان) نجات پیدا کند
اولشیپ ارن بورلیو
شجاعانش (مثل گرگ از ناراحتی) زوزه می‌کشند
ییرتیپ یاکا اورلیو
یقه‌هایشان را پاره می کنند و با صدای بلند گریه می کنند
سیکالیپ اونی یورلایو
فریاد می زنند و ناله می کنند
سیقتاپ کیزی یورتولور
اشک می‌ریزند و اشک چشمانشان را تیره خواهد کرد.